# John Bylsma
John Christopher Bylsma (* 1. Februar 1946 in Bundaberg) ist ein ehemaliger australischer Radrennfahrer und nationaler Meister im Radsport.

## Sportliche Laufbahn
Bylsma (auch John-Christopher) war im Bahnradsport und im Straßenradsport aktiv. Er war Teilnehmer der Olympischen Sommerspiele 1968 in Montreal. In der Einerverfolgung unterlag er im Lauf um die Bronzemedaille dem  Schweizer Xaver Kurmann. Vier Jahre später war er erneut Teilnehmer der Olympischen Sommerspiele 1972 in München. In der Einerverfolgung kam er auf den 4. Platz.
Bei den Commonwealth Games 1966 gewann er die Silbermedaille in der Einerverfolgung hinter Hugh Porter. 1967 wurde er erneut Vierter in einem großen Verfolgerturnier. Bei den UCI-Bahn-Weltmeisterschaften unterlag er gegen Jiří Daler im Rennen um den 3. Platz.
Bei den nationalen Meisterschaften im Bahnradsport wurde er von 1965 bis 1969 sowie 1971 und 1972 jeweils Meister in der Einerverfolgung bei den Amateuren. In der Mannschaftsverfolgung holte er den nationalen Titel siebenmal.
Von 1973 bis 1975 war er als Berufsfahrer aktiv. Bei den Berufsfahrern gewann er den Titel in der Einerverfolgung 1973 und 1975.
Im Straßenradsport gewann er einige der bedeutendsten Eintagesrennen in Australien. Er siegte 1964 im Greenvalerace, 1966 bei Bendigo–Charlton, 1968 bei Melbourne–Castlemaine, 1970 bei Melbourne–Colac und 1971 im Melbourne to Warrnambool Cycling Classic.